# Campeonato Mundial de Sóftbol Femenino de 1998
El Campeonato Mundial de Sóftbol Femenino de 1998 se llevó a cabo entre el 20 y el 30 de julio en Fujinomiya, ciudad situada en la prefectura de Shizuoka en Japón. La selección de Estados Unidos obtiene su cuarto título consecutivo después de vencer a su similar de Australia en un juego que estuvo a punto de ser suspendido por lluvia. Los cuatro primeros equipos obtuvieron el derecho a competir en los Juegos Olímpicos de Sídney 2000. Dado que Australia llegó a la ronda final, se autorizó al quinto puesto a clasificar a esa competencia.

## Ronda preliminar

### Grupo 1
|                 | GP | W | L |
| --------------- | -- | - | - |
| Estados Unidos  | 8  | 8 | 0 |
| Canadá          | 8  | 6 | 2 |
| Italia          | 8  | 6 | 2 |
| China Taipéi    | 8  | 5 | 3 |
| Países Bajos    | 8  | 4 | 4 |
| República Checa | 8  | 3 | 5 |
| Colombia        | 8  | 3 | 5 |
| Sudáfrica       | 8  | 1 | 7 |
| Dinamarca       | 8  | 0 | 8 |

### Grupo 2
|                       | GP | W | L |
| --------------------- | -- | - | - |
| Australia             | 7  | 7 | 0 |
| Japón                 | 7  | 6 | 1 |
| China                 | 7  | 5 | 2 |
| Venezuela             | 7  | 3 | 4 |
| Antillas Neerlandesas | 7  | 3 | 4 |
| Nueva Zelanda         | 7  | 3 | 4 |
| Corea del Sur         | 7  | 1 | 6 |
| Filipinas             | 7  | 0 | 7 |

## Semifinales

### 28 de julio
| Italia         | 1-0 | Venezuela    |
| China          | 7-0 | China Taipei |
| Estados Unidos | 1-0 | Japón        |
| Australia      | 1-0 | Canadá       |

Venezuela y China Taipei eliminados.

### 29 de julio
| Japón | 2-0 | Italia |
| China | 3-0 | Canadá |

Italia y Canadá juegan el quinto puesto.

### Partido por el quinto puesto
Disputado el 30 de julio
| Canadá | 1-0 | Italia |

Canada obtiene la quinta plaza y clasifica a los Juegos Olímpicos de 2004.

## Ronda final
Disputados el 29 y 30 de julio. La final se disputó el 30 de julio, fue suspendido en la parte baja del primer inning por lluvia y se reanudó el 31 de julio.  
|  | 29 de julio | 29 de julio    | 29 de julio |   |    | Medalla de bronce | Medalla de bronce | Medalla de bronce |    |                | Medalla de oro | Medalla de oro | Medalla de oro |
|  |             |                |             |   |    |                   |                   |                   |    |                |                |                |                |
|  | A1          | Estados Unidos | 1           |   |    |                   |                   |                   |    |                |                |                |                |
|  | B1          | Australia      | 2           |   |    |                   |                   |                   |    |                | B1             | Australia      | 0              |
|  |             |                |             |   | A1 | Estados Unidos    | 4                 |                   | A1 | Estados Unidos | 1              |                |                |
|  |             | B2             | Japón       | 0 |    |                   |                   |                   |    |                |                |                |                |
|  | B2          | Japón          | 3           |   |    |                   |                   |                   |    |                |                |                |                |
|  | B3          | China          | 0           |   |    |                   |                   |                   |    |                |                |                |                |

| Estados Unidos         |
| Campeón Estados Unidos |
| Sexto título           |